# 아메리칸 모터스
아메리칸 모터스 코퍼레이션(영어: American Motors Corporation, AMC)은 1954년부터 1987년까지 존재했던 미국의 자동차 제조업체이다. 1954년 5월 1일 내쉬-켈비네이터 코퍼레이션(Nash-Kelvinator Corporation)과 허드슨 모터 컴퍼니(Hudson Motor Car Company)의 합병으로 설립되었으며, 이 합병은 당시 미국 역사상 가장 큰 기업 합병이었다. 포드, 제너럴 모터스, 크라이슬러와의 경쟁에서 특히 소형차에 주목했던 AMC는 수석 스타일리스트였던 딕 티그(Dick Teague)의 작업들로 유명하다. 몇 번의 상업적 성공을 성취한 AMC는 1970년대에 재정 문제를 겪으면서 르노와 긴밀한 관계를 맺게 되었으며, 르노는 1983년 AMC 지분의 49%를 소유하였다. 1987년 3월 9일 크라이슬러가 르노의 AMC 지분을 사들였고 AMC는 크라이슬러에 인수되었다.

## 과거에 생산했던 자동차
- AMC 페이서
- AMC 이글
- AMC 그렘린
- AMC AMX
- AMC 자비렌
- AMC 호넷
- AMC 마타돌
- AMC 리벨
- AMC 스피라이트
- AMC 엠바스돌
- AMC 콩코드
- AMC 엠아이트론(콘셉트카)